# Санта-Эулалия (Чиуауа)
Санта-Эулалия (исп. Santa Eulalia) — посёлок в Мексике, штат Чиуауа, входит в состав муниципалитета Акилес-Сердан и является его административным центром. Численность населения, по данным переписи 2010 года, составила 7135 человек.

## История
Поселение было основано в 1652 году Дьего дель Кастильо, как рабочий посёлок при руднике. Название было дано в честь святой мученицы Евлалии Меридской, которая стала покровительницей посёлка.